# إيفلين ستيوارت
إيفلين ستيوارت (بالإنجليزية: Eve Stewart)‏ هي مصممة إنتاجية بريطانية، ولدت في 1961 في لندن في المملكة المتحدة.

## وصلات خارجية
- إيفلين ستيوارت على موقع IMDb (الإنجليزية)
- إيفلين ستيوارت على موقع ألو سيني (الفرنسية)
- إيفلين ستيوارت على موقع أول موفي (الإنجليزية)
- إيفلين ستيوارت على موقع قاعدة بيانات الأفلام السويدية (السويدية)
- إيفلين ستيوارت على موقع قاعدة بيانات الفيلم (الإنجليزية)
- إيفلين ستيوارت على موقع كينوبويسك (الروسية)